# ジゼル
『ジゼル』（仏: Giselle）は、1841年にフランスで初演されたバレエ作品である。初演時の題名は 『ジゼル、またはウィリたち』（仏: Giselle, ou Les Wilis） 。音楽はアドルフ・アダン、振付はジャン・コラーリとジュール・ペローが手掛けた。
本作は、中世ドイツの村を舞台に、恋人に裏切られて命を落とした村娘ジゼルが、死後に精霊ウィリとなって、愛を貫く様を描いた物語である。ロマンティック・バレエの代表的作品であり、世界中のバレエ団で上演されている。

## 上演史

### 創作の経緯
『ジゼル』の構想を発案したのは、詩人・作家のテオフィル・ゴーティエである。舞踊評論家でもあったゴーティエは、ハインリヒ・ハイネの著作『ドイツ論』に登場する民間伝承に着想を得て、バレエの台本を書こうと考えた。その民間伝承はオーストリアの一地方に伝わるスラヴ起源の伝説で、結婚前に死んだ若い女たちが「ヴィリス（ウィリ）」という幽霊になり、生前手に入らなかったダンスの喜びを味わうため、若い男を捕まえて死ぬまで踊らせる、というものであった。
ゴーティエはバレエを全2幕とし、第1幕でヒロインが命を落とし、2幕目でウィリとなって登場するという構成を考えた。当初ゴーティエが書いた台本では、第1幕の舞台は貴族の舞踏室であり、一晩中踊り明かした娘が、夜明けの冷気にあてられて死ぬという設定になっていた。この筋書きは、ヴィクトル・ユーゴーの『東方詩集』に収録された詩「幽霊たち」から着想を得たものであった。ゴーティエは台本の草稿を書いた後、オペラ座の台本作家であったジュール＝アンリ・ヴェルノワ・ド・サン＝ジョルジュに協力を仰いだ。サン＝ジョルジュは第1幕の設定を変更し、舞台を農村とした。

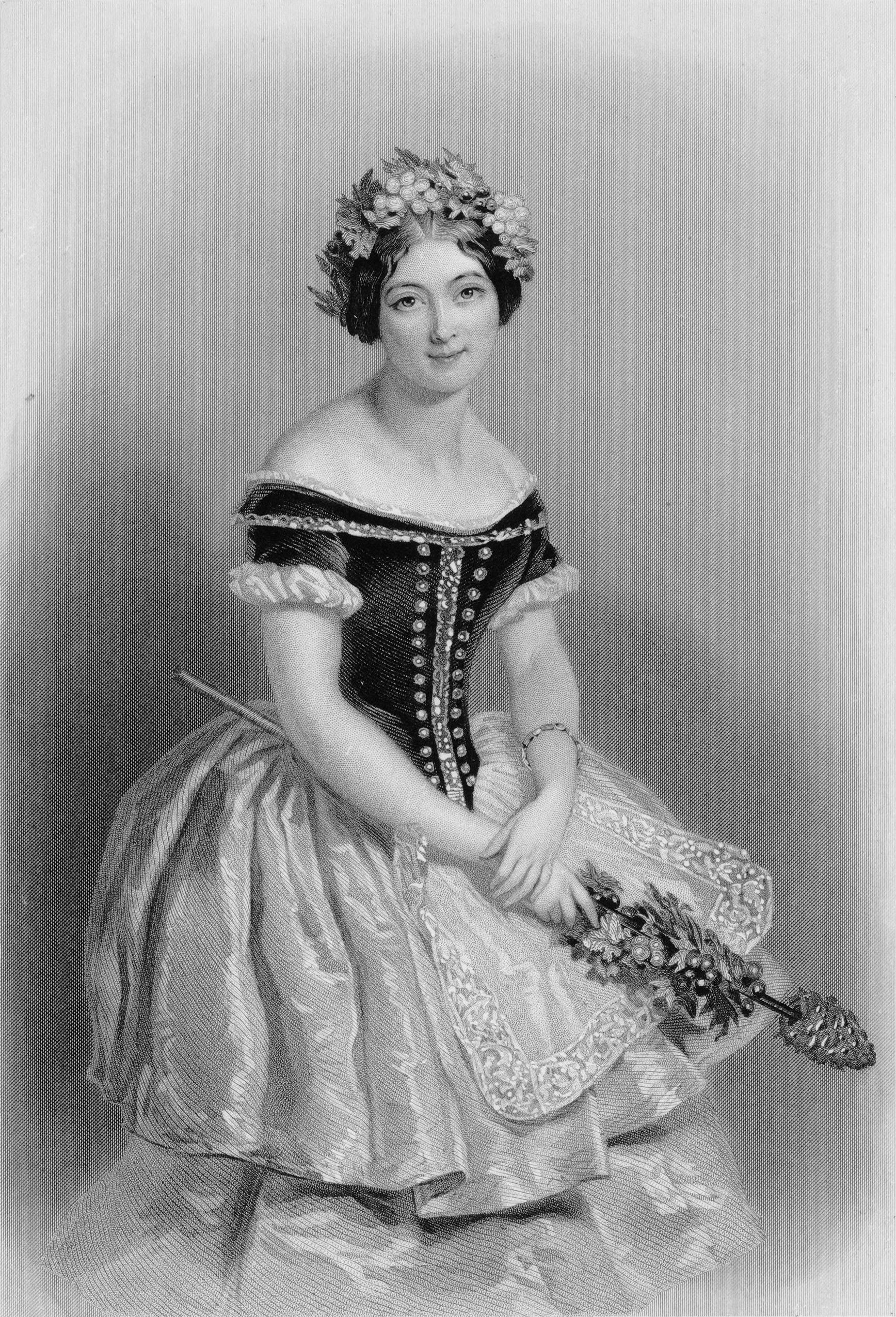
ジゼルを初演したC・グリジ（1842年）

こうして完成した台本は、パリ・オペラ座の支配人レオン・ピエの元に持ち込まれ、上演が決定した。主演のジゼル役は、ゴーティエの強い推薦により、カルロッタ・グリジに決定した。グリジは1841年2月にオペラ座にデビューしたばかりであったが、ゴーティエはグリジに入れあげ、本作を彼女に踊らせたいと考えていた。ゴーティエが、グリジの教師で内縁の夫でもあったジュール・ペローに『ジゼル』の台本を見せたところ、ペローはこの台本を気に入り、作曲家のアドルフ・アダンに相談した。アダンは、音楽を短期間で完成させた。
振付は、グリジに関する部分のみペローが手掛け、残りはオペラ座のメートル・ド・バレエであったジャン・コラーリが担当した。ただし、ポスターやプログラムに振付者として名前が載ったのはコラーリだけであり、ペローの名前は載らなかった。

### 初演からオペラ座での上演中断まで

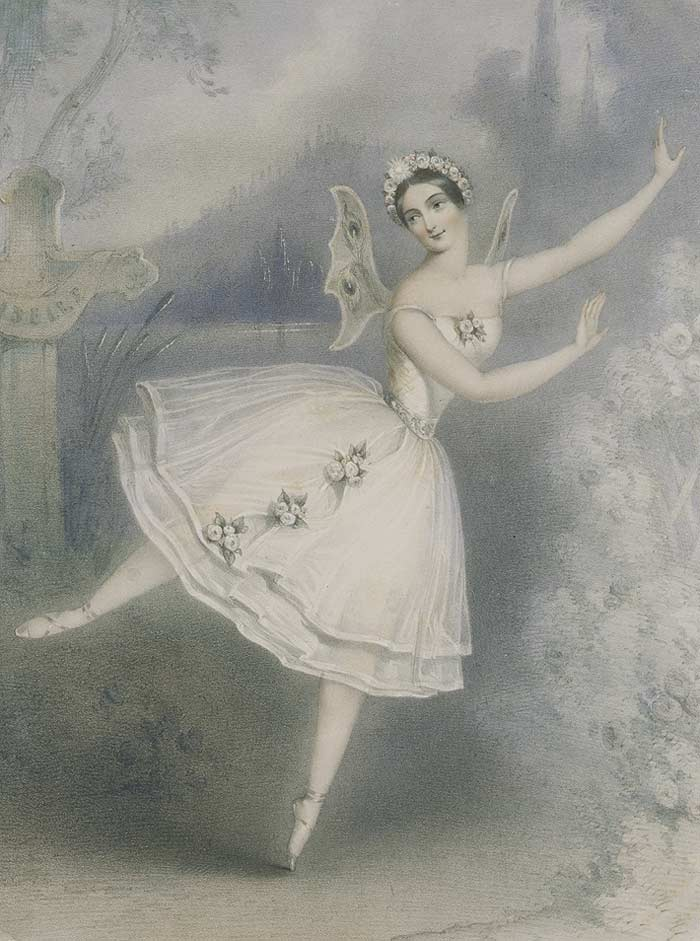
ジゼルを演じるグリジ（1841年）

1841年6月28日、パリ・オペラ座において『ジゼル』が初演された。出演者は、ジゼル役がカルロッタ・グリジ、恋人アルブレヒト役（初演時はアルベール役）がリュシアン・プティパ、ウィリの女王ミルタ役がアデル・デュミラトルであった。上演は成功を収め、特に主演のグリジは高い評価を受けた。
本作は、初演後すぐに欧米各地でも上演された。1842年、ロンドンでグリジとジュール・ペローの主演による『ジゼル』が上演されたが、これは作品全体にペローが手を入れたものであった。1843年にミラノ・スカラ座で初演された『ジゼル』は、音楽も振付もパリ初演版とは異なるものだった。1846年にはニューヨークで初演が行われた。
オペラ座において、『ジゼル』は1849年まで度々上演され、その間、ジゼル、アルブレヒト、ミルタの役は初演時と同様、グリジ、プティパ、デュミラートルが演じ続けた。しかし、1849年にグリジがオペラ座を引退すると同時に、本作はオペラ座のレパートリーから外れた。その後のオペラ座では、1852年から1853年にかけて数回再演されたほか、1863年、ロシアのバレリーナであるマルファ・ムラヴィヨーワのオペラ座デビューにあたっても上演された。その後も何人かのバレリーナが踊ったが、1868年を最後に本作はオペラ座で上演されなくなった。

### ロシアでの継承
オペラ座で上演が途絶えた『ジゼル』は、ロシアで継承されることとなった。ロシアのボリショイ劇場のメートル・ド・バレエであったアントワーヌ・ティテュスは、パリで『ジゼル』初演を鑑賞し、翌1842年にボリショイ劇場で本作を上演した。作品全体の構成はパリ初演版を踏襲していたが、振付はティテュス独自のものであった。1843年にはルシル・グラーン、1848年にはファニー・エルスラーがロシアでティテュス版の『ジゼル』に主演した。
1848年、初演版の振付者であるジュール・ペローが、ボリショイ劇場のメートル・ド・バレエに着任した。1850年、初演者のグリジがロシアで『ジゼル』を踊る機会に合わせ、ペローはロシア版の振付を改訂し、できるだけオリジナルに近づけるとともに、コラーリの振付部分を自分流に改めた。
1884年から1887年と1889年には、マリインスキー劇場において、マリウス・プティパが本作を複数回にわたって改訂した。このとき、第1幕のジゼルとアルブレヒトのパ・ド・ドゥが削除され、新たにレオン・ミンクス作曲によるジゼルのヴァリエーションが挿入された。また、第2幕のウィリの群舞や結末近くのパ・ド・ドゥも大きく作り替えられた。

### 20世紀以降

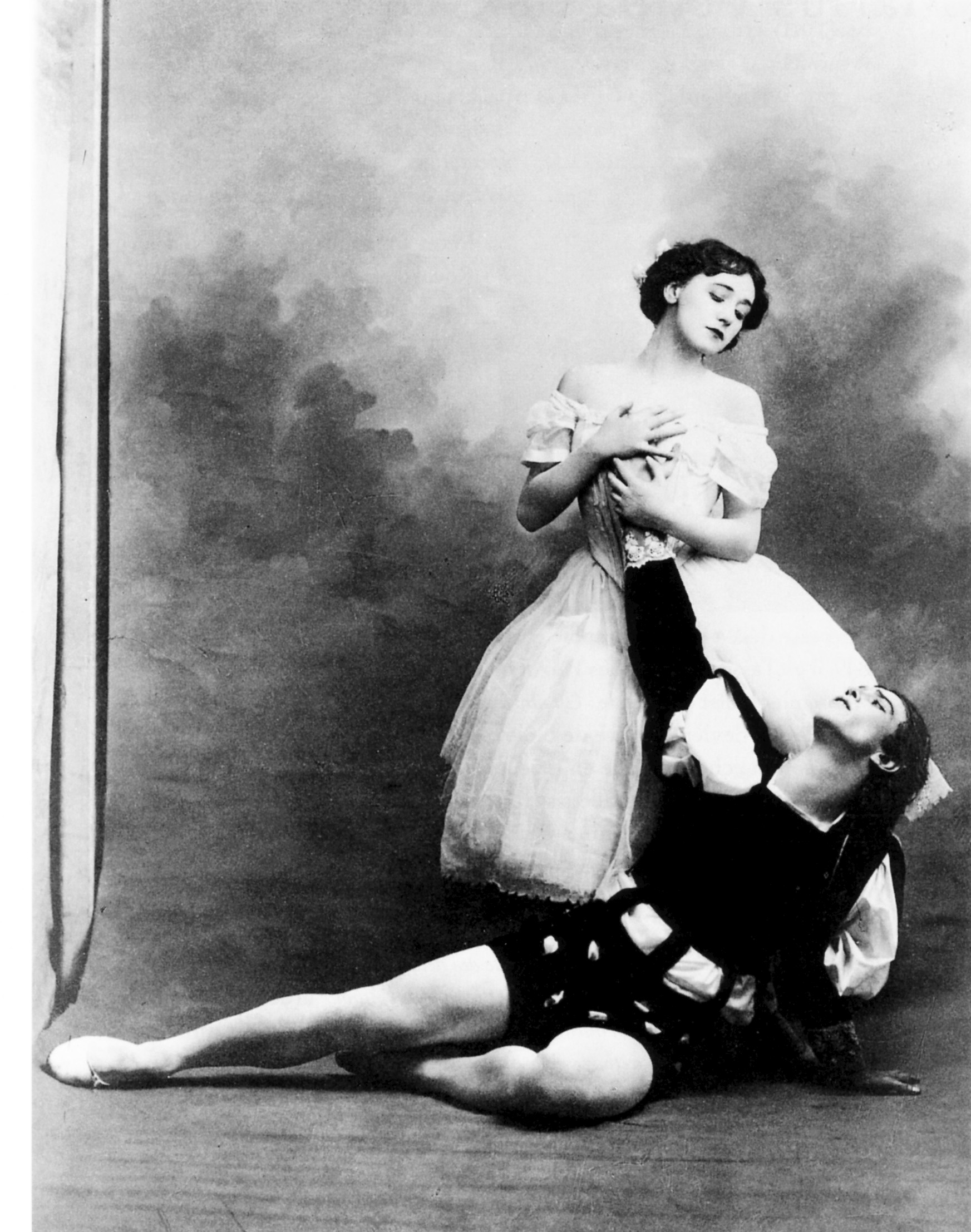
T・カルサヴィナとV・ニジンスキーによる『ジゼル』（1910年）

20世紀には、西ヨーロッパにおいて、忘れられていた『ジゼル』が再び上演されるようになる。1910年、セルゲイ・ディアギレフの率いるバレエ団（後のバレエ・リュス）が、パリ・オペラ座で『ジゼル』を上演した。主演はタマラ・カルサヴィナとワスラフ・ニジンスキーであった。また、1913年にはアンナ・パヴロワが、自身の一座のロンドン公演で『ジゼル』を上演した。1924年には、元マリインスキー劇場のダンサーで、同年からパリ・オペラ座のエトワールとなったオリガ・スペシフツェワが、オペラ座で『ジゼル』を踊った。
1834年、イギリスのヴィック・ウェルズ・バレエ（現在の英国ロイヤル・バレエ団）において『ジゼル』が初演された。振付は、元マリインスキー劇場の舞台監督であったニコライ・セルゲエフが、ロシアから亡命する際に持ち出した舞踊譜を元に行われた。初演時のジゼル役はアリシア・マルコワであった。
その後も『ジゼル』の改訂振付は多数発表されているが、その多くはプティパ改訂版に依拠している。代表的な版としては、ロシアのレオニード・ラヴロフスキー版（1944年初演）や、イギリスのピーター・ライト版（1965年初演）などがある。

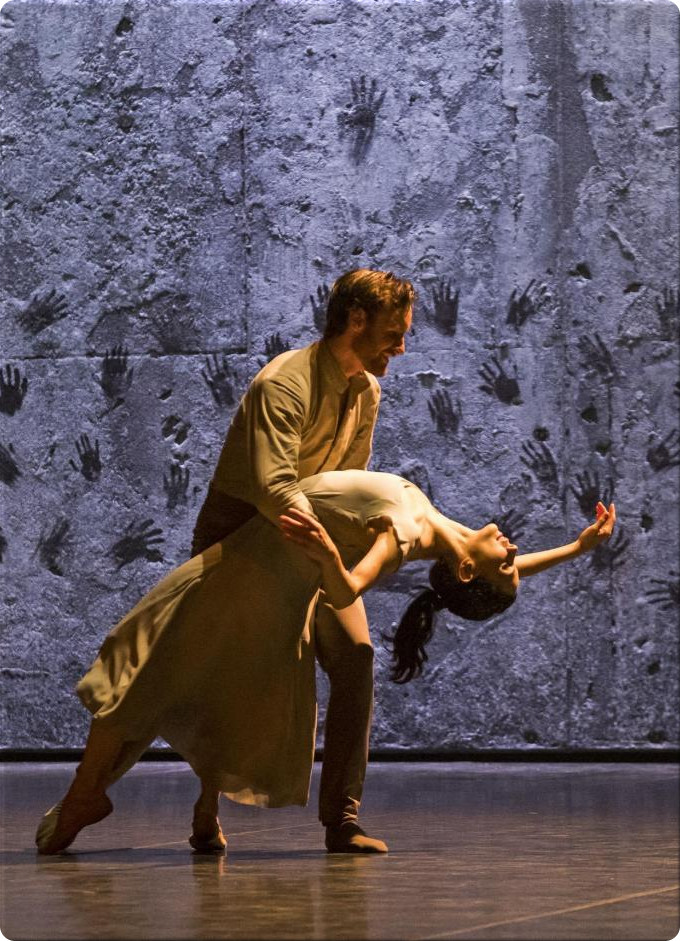
A・カーン版『ジゼル』（2016年）

また、物語の設定を大きく変更し、現代的に再解釈した演出も発表されている。1982年初演のマッツ・エック版（クルベリ・バレエ初演）では、精神を病んだジゼルが病院へ連れていかれる。1984年には、アメリカのハーレム・ダンス・シアターが、19世紀ルイジアナ州のアフリカ系クレオール社会を舞台とした『クレオール・ジゼル』を発表した。2016年初演のアクラム・カーン版（イングリッシュ・ナショナル・バレエ団初演）は、ジゼルを衣料工場で働く移民という設定にし、現代の格差社会や移民の問題に触れている。

## 物語

### あらすじ
演出により相違があるが、現在上演されている版のあらすじは概ね次のような内容である。

### 主な登場人物
- ジゼル - 農民の娘
- アルブレヒト - シレジア公爵
- ヒラリオン - 森番
- ベルタ（ベルト） - ジゼルの母親
- バティルド - アルブレヒトの婚約者
- クールランド大公 - 領主。バティルドの父
- ミルタ - ウィリの女王

#### 第1幕
中世ドイツの村。病弱だが踊りが好きな村娘ジゼルは、青年ロイスと恋仲である。このロイスは、実は身分を偽ったシレジア公爵アルブレヒトである。ジゼルに思いを寄せる森番のヒラリオンは、ロイスの正体に疑念を抱く。
村ではブドウの収穫祭が行われており、収穫祭の女王に選ばれたジゼルは村人たちと踊る。ジゼルの母ベルタは娘を案じ、「踊りに夢中になっていると、死後に精霊ウィリとなって踊り続けることになる」という伝説を語る。
領主クールランド大公とその娘バチルドらが、狩りのために村を訪れる。バチルドはアルブレヒトの婚約者である。そこへヒラリオンが現れ、ロイスが貴族であることを暴露する。恋人の裏切りを知ったジゼルは、衝撃のあまり正気を失い、息絶えてしまう。
- ジゼルとロイス
- 狂乱するジゼル

#### 第2幕
ジゼルの墓がある夜の森。女王ミルタに率いられたウィリたちが現れ、ジゼルを墓から呼び出して仲間に迎え入れる。
ヒラリオンとアルブレヒトは、それぞれジゼルの墓参りにやってくる。ヒラリオンはウィリたちに捕まり、踊らされた上で命を落としてしまう。アルブレヒトもミルタの命で踊らされるが、ジゼルはアルブレヒトの命を守ろうとする。やがて夜明けが訪れ、ウィリたちは消え去る。ジゼルも姿を消し、墓の前にアルブレヒトが一人残される。
- ジゼルとアルブレヒト
- ウィリの女王ミルタ

### 演出による異同
第2幕のウィリたちの踊りは、初演版では、世界中から集まったウィリたちがトルコ、インド、フランス、ドイツの各国の民族舞踊を踊るというものであったが、この設定は後に消滅し、群舞と、国籍を示さないソリストの踊りに変わった。また、初演時の結末は、バチルドが登場し、ジゼルがアルブレヒトに対しバチルドのもとへ行くよう示して姿を消す、というものであったが、現在の演出ではバチルドは登場せず、アルブレヒトが一人舞台に残される。

## 構成

### 第1幕
- プロローグ
- 葡萄収穫人の登場
- ロイスの登場
- ジゼルの登場
- 葡萄収穫人の再来とワルツ
- 狩猟
- ヒラリオンの情景
- 葡萄耕作者の行進
- パ・スル
- 村娘のパ・ド・ドゥ a)アレグロ・アラ・ポラッカ
- 村娘のパ・ド・ドゥ b)アンダンテ
- 村娘のパ・ド・ドゥ c)ペザンテ
- 村娘のパ・ド・ドゥ d)アレグレット
- 村娘のパ・ド・ドゥ e)アレグレット・ペザンテ
- 村娘のパ・ド・ドゥ f)ワルツ
- 葡萄収穫の踊り a)アンダンテ
- 葡萄収穫の踊り b)モデラート
- 葡萄収穫の踊り c)アレグロ・モデラート
- 葡萄収穫の踊り d)アレグロ・アン・プー・ルーレ
- ギャロップ・ジェネレル
- フィナーレと狂乱の場

### 第2幕
- 導入曲、猟師の休息と鬼火の出現
- ミルタの登場と魔法の呼び起こし
- ヴィリの踊り
- ジゼルの登場
- 村人の登場
- 王子の登場とジゼルの出現
- ヒラリオンの登場、情景とヴィリのフーガ
- グラン・パ・ド・ドゥ a)アンダンテ
- グラン・パ・ド・ドゥ b)アンダンティーノ
- グラン・パ・ド・ドゥ c)アンダンテ
- グラン・パ・ド・ドゥ d)ワルツ
- フィナーレ

## 作品の特徴
『ジゼル』は『ラ・シルフィード』（1832年初演）と並び、ロマンティック・バレエの代表的作品とされる。ロマンティック・バレエは、1830年代から1840年代に流行したバレエの様式であり、特徴として、異国を舞台とするエキゾチシズム、妖精などの超自然的存在の登場、現実と非現実の対比、といったロマン主義的な要素が挙げられる。『ジゼル』においても、物語の舞台はドイツという異国に設定され、第1幕の人間界と第2幕の精霊の世界が対比されている。
ジゼル役は、恋する少女から狂気の女性、そして精霊ウィリを演じ分ける幅広い演技力が必要な大役であることから、しばしば演劇におけるハムレット役に喩えられることがある。また、恋人アルブレヒト役も、ジゼルに匹敵する男性ダンサーの大役とされる。特に、第1幕のアルブレヒトは、ジゼルを真剣に愛しているのか、ただの遊びにすぎないのか、という点で両極端の役作りが可能であり、演じるダンサーによって解釈が分かれる。

## 音楽
『ジゼル』の楽曲はライトモチーフが効果的に使われていることが特徴であり、人物や出来事を表すために特定の主題やフレーズが登場する。例えば、作品冒頭でジゼルとロイスが踊る際の主題は、ジゼルの狂気の場面で反復される。また、ウィリの主題は、ジゼルの母がウィリの伝説を語る場面、ジゼルの狂気の場面、ウィリの登場場面、などで繰り返し用いられる。
楽曲のほとんどはアドルフ・アダンが独自に作曲したが、他の楽曲からの引用として、ピュジェ嬢という人物が書いた8小節のメロディと、カール・マリア・フォン・ウェーバーのオペラ『オイリアンテ』から引用した3小節が含まれる。また、ヨハン・ブルグミュラーの作品に手を入れた楽曲が2つ使われている。ブルグミュラーの楽曲は、『ラティスボンヌの思い出』というワルツと、ジゼルの友人たちが踊るダンスの組曲であり、これらは第1幕の 「ペザント・パ・ド・ドゥ（村娘のパ・ド・ドゥ）」と呼ばれる部分を構成している。これは初演時のオペラ座のダンサーであったナタリー・フィス＝ジャム（フィルツ＝ジェームズ）がパ・ド・ドゥを入れるように支配人に改作を要求したからであるが、その時アダンは多忙で対応不可能だったため、急遽ブルグミュラーの組曲が使われ、これが上演の伝統となった。
第1幕のジゼルのヴァリエーションはレオン・ミンクス作曲によるもので、1887年にマリウス・プティパが本作の改訂を行った際に追加された。

## 翻案作品
- Death of Columbine - チャールズ・チャップリン監督・主演の映画『ライムライト』で演じられるバレエ作品。チャップリンが『ジゼル』の第2幕をベースに構想した[54]。
- 赤いジゼル - ボリス・エイフマン振付による1997年初演のバレエ作品[55]。バレリーナのオリガ・スペシフツェワをモデルとした作品で、劇中で『ジゼル』の振付が引用される[56]。
- 新作能『ジゼル』  - 梅若六郎演出、水原紫苑脚本による新作能で、1999年に初演された[57]。
- おさよ - 落語家の柳家花緑が2001年に発表した創作落語で、『ジゼル』の舞台を江戸時代に置き換えている[58]。